# U-302 (tàu ngầm Đức)
U-302 là một tàu ngầm tấn công  Lớp Type VII thuộc phân lớp Type VIIC được Hải quân Đức Quốc Xã chế tạo trong Chiến tranh Thế giới thứ hai. Nhập biên chế năm 1942, nó đã thực hiện được tám chuyến tuần tra, đánh chìm được ba tàu buôn với tổng tải trọng 12.697 GRT. Trong chuyến tuần tra cuối cùng tại Đại Tây Dương, U-302 bị tàu frigate HMS Swale Hải quân Hoàng gia Anh đánh chìm về phía Tây quần đảo Azores vào ngày 6 tháng 4, 1944.

## Thiết kế và chế tạo

### Thiết kế

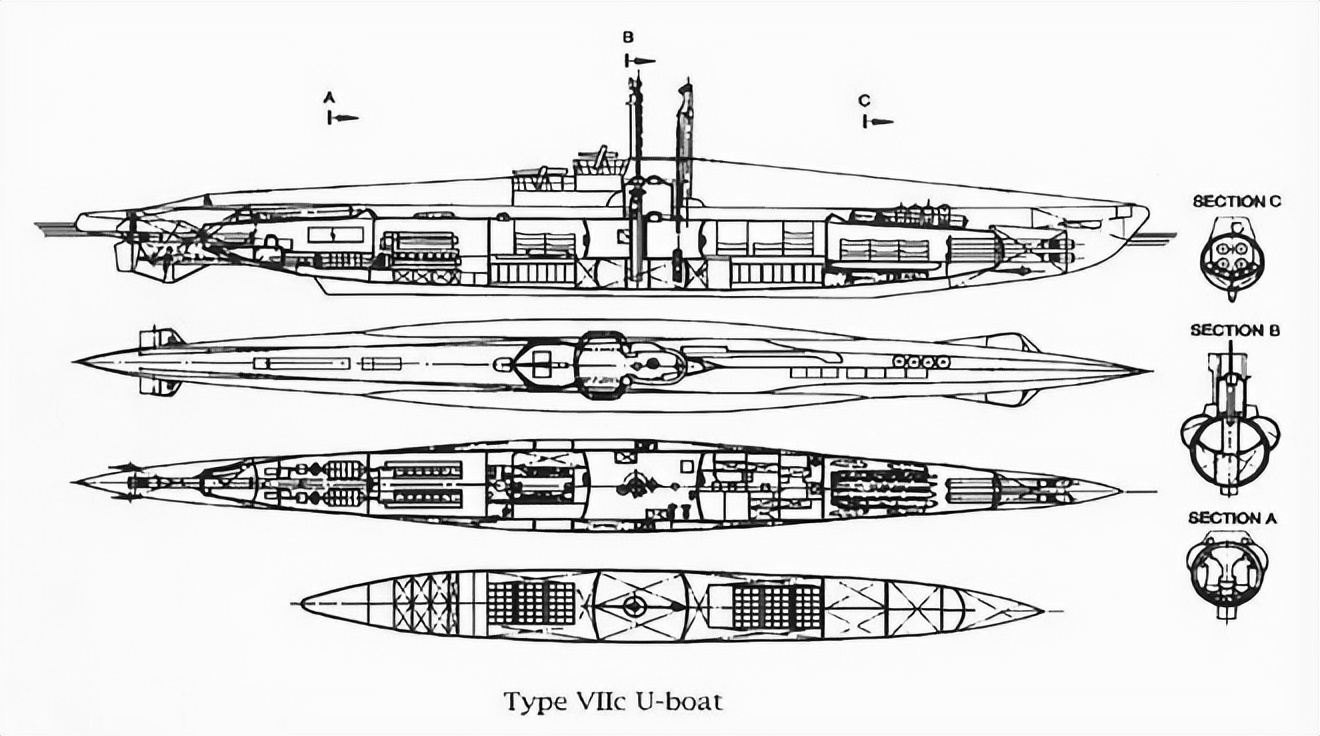
Sơ đồ các mặt cắt một tàu ngầm Type VIIC

Phân lớp VIIC của Tàu ngầm Type VII là một phiên bản VIIB được kéo dài thêm. Chúng có trọng lượng choán nước 769 t (757 tấn Anh) khi nổi và 871 t (857 tấn Anh) khi lặn). Con tàu có chiều dài chung 67,10 m (220 ft 2 in), lớp vỏ trong chịu áp lực dài 50,50 m (165 ft 8 in), mạn tàu rộng 6,20 m (20 ft 4 in), chiều cao 9,60 m (31 ft 6 in) và mớn nước 4,74 m (15 ft 7 in).
Chúng trang bị hai động cơ diesel Germaniawerft F46 siêu tăng áp 6-xy lanh 4 thì, tổng công suất 2.800–3.200 PS (2.100–2.400 kW; 2.800–3.200 bhp), dẫn động hai trục chân vịt đường kính 1,23 m (4,0 ft), cho phép đạt tốc độ tối đa 17,7 kn (32,8 km/h), và tầm hoạt động tối đa 8.500 nmi (15.700 km) khi đi tốc độ đường trường 10 kn (19 km/h). Khi đi ngầm dưới nước, chúng sử dụng hai động cơ/máy phát điện Garbe, Lahmeyer & Co. RP 137/c tổng công suất 750 PS (550 kW; 740 shp). Tốc độ tối đa khi lặn là 7,6 kn (14,1 km/h), và tầm hoạt động 80 nmi (150 km) ở tốc độ 4 kn (7,4 km/h). Con tàu có khả năng lặn sâu đến 230 m (750 ft).
Vũ khí trang bị có năm ống phóng ngư lôi 53,3 cm (21 in), bao gồm bốn ống trước mũi và một ống phía đuôi, và mang theo tổng cộng 14 quả ngư lôi, hoặc tối đa 22 quả thủy lôi TMA, hoặc 33 quả TMB. Tàu ngầm Type VIIC bố trí một hải pháo 8,8 cm SK C/35 cùng một pháo phòng không 2 cm (0,79 in) trên boong tàu. Thủy thủ đoàn bao gồm 4 sĩ quan và 40-56 thủy thủ.

### Chế tạo
U-302 được đặt hàng vào ngày 6 tháng 8, 1940, và được đặt lườn tại xưởng tàu của hãng Flender Werke ở Lübeck vào ngày 2 tháng 4, 1941. Nó được hạ thủy vào ngày 25 tháng 4, 1942, và nhập biên chế cùng Hải quân Đức Quốc Xã vào ngày 16 tháng 6, 1942 dưới quyền chỉ huy của Hạm trưởng, Đại úy Hải quân Herbert Sackel.

## Lịch sử hoạt động
Sau khi hoàn tất việc chạy thử máy và huấn luyện trong thành phần Chi hạm đội U-boat 8, U-301 được điều sang Chi hạm đội U-boat 11 từ ngày 1 tháng 12, 1942 để hoạt động trên tuyến đầu. Nó được điều sang Chi hạm đội U-boat 13 từ ngày 1 tháng 6, 1943, rồi tiếp tục sang Chi hạm đội U-boat 9 từ ngày 1 tháng 11, 1943.

### 1943

#### Chuyến tuần tra thứ nhất
U-302 chuyển căn cứ hoạt động từ Kiel đến cảng Bergen, Na Uy trong tháng 12, 1942, trước khi xuất phát từ cảng này vào ngày 2 tháng 1, 1943 cho chuyến tuần tra đầu tiên trong chiến tranh. Nó hoạt động tại khu vực biển Na Uy, rồi kết thúc chuyến tuần tra tại cảng Narvik, Na Uy vào ngày 6 tháng 1.

#### Chuyến tuần tra thứ hai, thứ ba và thứ tư
U-302 sau đó xuất phát từ Narvik lần lược cho các chuyến tuần tra thứ hai từ ngày 10 đến ngày 29 tháng 1, chuyến thứ ba từ ngày 2 đến ngày 21 tháng 2, và chuyến thứ tư từ ngày 15 tháng 3 đến ngày 17 tháng 4. Chiếc tàu ngầm đã hoạt động trong biển Barents và biển Greenland, nhưng không đánh chìm được mục tiêu nào.

#### Chuyến tuần tra thứ năm
Sau khi chuyển căn cứ hoạt động từ Narvik đến Trondheim vào cuối tháng 4, và sau đó đến Hammerfest vào cuối tháng 5, U-302 khởi hành từ đây vào ngày 9 tháng 6 cho chuyến tuần tra thứ năm để hoạt động chung quanh đảo Bear và vùng biển phía Tây Svalbard. Nó kết thúc chuyến tuần tra tại Narvik vào ngày 19 tháng 7.

#### Chuyến tuần tra thứ sáu
Trong chuyến tuần tra thứ sáu diễn ra từ ngày 19 tháng 7 đến ngày 22 tháng 9, U-302 hoạt động xa hơn về phía Đông đến biển Barents và biển Kara. Vào ngày 28 tháng 8, nó phóng ngư lôi tấn công một đoàn tàu vận tải Liên Xô, đánh chìm tàu buôn Dikson 2.920 GRT gần đảo Mona, tại tọa độ 75°43′B 89°38′Đ / 75,717°B 89,633°Đ.

#### Chuyến tuần tra thứ bảy
Xuất phát từ Trondheim vào ngày 6 tháng 12 cho chuyến tuần tra thứ bảy, U-302 băng qua khe GIUK giữa quần đảo Faroe và Iceland để hoạt động trong vùng biển Bắc Đại Tây Dương về phía Tây Ireland (Khu vực Tiếp cận phía Tây). Nó kết thúc chuyến tuần tra và đi đến cảng La Pallice tại La Rochelle, bên bờ biển Đại Tây Dương của Pháp đã bị Đức chiếm đóng, đến nơi vào ngày 30 tháng 1, 1944.

### 1944

#### Chuyến tuần tra thứ tám - Bị mất
Chuyến tuần tra thứ tám, cũng là chuyến cuối cùng, lại là chuyến tuần tra thành công nhất của U-302, khi nó xuất phát từ cảng La Pallice vào ngày 11 tháng 3, 1944 để hoạt động tại khu vực Trung tâm Bắc Đại Tây Dương. Giữa Bắc Đại Tây Dương vào ngày 6 tháng 4, nó tấn công Đoàn tàu SC 156 và đã đánh chìm các tàu buôn Na Uy Ruth I 3.531 GRT và tàu chở dầu Na Uy South America 6.246 GRT tại tọa độ 45°05′B 35°11′T / 45,083°B 35,183°T.
Tuy nhiên các tàu hộ tống cho Đoàn tàu CS 156 đã phản công, và U-302 bị tàu frigate HMS Swale Hải quân Hoàng gia Anh thả mìn sâu đánh chìm ở vị trí về phía Tây Bắc quần đảo Azores, tại tọa độ 45°05′B 35°11′T / 45,083°B 35,183°T. Toàn bộ 51 thành viên thủy thủ đoàn của U-302 đều tử trận.

### "Bầy sói" tham gia
U-302 từng tham gia mười bầy sói:
- Nordwind (24 - 29 tháng 1, 1943)
- Eisbär (27 tháng 3 - 15 tháng 4, 1943)
- Wiking (5 tháng 8, 1943 - 16 tháng 9, 1943)
- Coronel 2 (15 - 17 tháng 12, 1943)
- Amrum (18 - 23 tháng 12, 1943)
- Rügen 4 (23 tháng 12, 1943 - 2 tháng 1, 1944)
- Rügen 3 (2 - 5 tháng 1, 1944)
- Rügen 4 (5 - 7 tháng 1, 1944)
- Rügen (7 - 22 tháng 1, 1944)
- Preussen (19 - 22 tháng 3, 1944)

### Tóm tắt chiến công
U-301 đã đánh chìm được ba tàu buôn tổng tải trọng 12.697 GRT:
| Ngày             | Tên tàu       | Quốc tịch    | Tải trọng | Số phận      |
| ---------------- | ------------- | ------------ | --------- | ------------ |
| 28 tháng 8, 1943 | Dikson        | Soviet Union | 2.920     | Bị đánh chìm |
| 6 tháng 4, 1944  | Ruth I        | Norway       | 3.531     | Bị đánh chìm |
| 6 tháng 4, 1944  | South America | Norway       | 6.246     | Bị đánh chìm |